# Baie Cloudy
La baie Cloudy (en anglais : Cloudy Bay), aussi connue localement comme Te Koko-o-Kupe, est une baie située au nord-est de l'île du Sud, en Nouvelle-Zélande.
Plus précisément, elle se situe au sud des Marlborough Sounds et au nord de la baie Clifford (en).
Le nom de Cloudy Bay (« baie nuageuse ») est le nom donné par le capitaine James Cook en 1770. Il a été modifié officiellement en « Te Koko-o-Kupe / Cloudy Bay » pour y adosser un nom maori rappelant le premier explorateur Kupe ramassant des huîtres de la baie.
La région prête son nom à l'un des vins blancs les plus connus du Nouveau Monde — Cloudy Bay Vineyards (en) Sauvignon Blanc — bien que les raisins utilisés dans la production de ce vin soient cultivés dans le vignoble de Marlborough plus à l'intérieur des terres.

Carte topographique des Marlborough Sounds avec la baie Cloudy en centre-bas de carte.

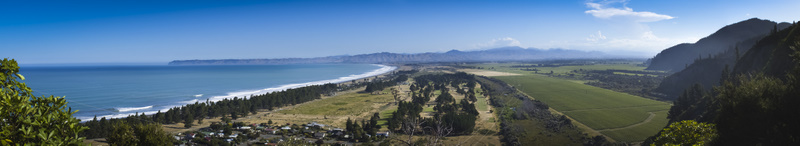
La baie Cloudy vue depuis Whites Bay Hill.

## Caractéristiques
La baie fait face au détroit de Cook, s’étendant du nord au sud sur une distance de 30 kilomètres (18,64113576 mi) à partir de l’extrémité sud des « Marlborough Sounds » (Port Underwood) jusqu’à « White Bluffs ». 
Sur toute sa longueur, c’est le delta du fleuve Wairau, qui atteint la mer en deux points. 
Le plus au sud de ceux-ci forme une entrée dans le « Big Lagoon », juste au nord de « White Bluffs ». 
Le point central est connu comme la « Wairau Diversion ». 
Il y a aussi un plage réputée pour la natation au nord, connue sous le nom de « Whites Bay ».
À 15 minutes de voiture du centre de la ville de Blenheim se trouve la ville côtière de Rārangi, qui constitue le village original de front de mer de l’extrémité nord de la « baie des nuages » (Cloudy Bay), qui se classe parmi les bachs (sorte de bungalow) les plus typiques de la Nouvelle-Zélande (une série de quelques maisons de haute qualité). 
Mais il y a aussi de nouveaux grands lotissement dans la partie centrale de la baie des nuages, près de la rivière faite de la main de l’homme connue maintenant sous le nom de « Wairau Diversion ».

## Histoire
Les excavations archéologiques réalisées au niveau de site archéologique de Wairau Bar (en) indiquent que le peuple Maori vivait là déjà au temps de la période des chasseurs de moas vers environ les années 1288 à 1300, pour une période qui a duré au moins 20 ans.
C’est le site le plus ancien et le mieux étudié de la période précoce de l’installation des polynésiens en Nouvelle-Zélande. 
Cloudy Bay fut nommé par le capitaine James Cook lors de son passage le 7 février 1770.
Les chasseurs de phoques furent les premiers à visiter le lieu vers 1826 et installèrent des stations au niveau de Port Underwood, l’anse profonde située au nord de la baie. 
Ils furent suivis par les chasseurs de baleines avec John Guard, qui installa un station baleinière  au niveau de «Port Underwood» en 1828 avec son bateau nommé Waterloo.
Vers 1840, il y avait approximativement 150 européens, qui vivaient dans le secteur probablement la plus importante concentration d’européens dans l’Île du Sud à cette époque là. 
Entre 1829 et 1832, le Waterloo fit 3 voyages de retour vers Sydney chaque année, vendant ses peaux de phoques et l’huile de baleines, mais aussi du flax, et revenant avec des marchandises et des denrées alimentaires. 
En 1832, Guard installa Capt Hall comme nouveau maitre du vaisseau Waterloo.
Le 17 juin 1840, le Traité de Waitangi fut signé par le chef de l’Île du Sud au niveau de Port Underwood - Horahora-Kakahu Island, juste en dehors de la côte de Port Underwood. Il fut transporté pour faire le tour de la côte de la Nouvelle-Zélande sur le bateau HMS Herald (en).